# エロディ・キーン
エロディ・キーン（Elodie Keene、1949年4月10日 - ）は、アメリカ合衆国の映画監督である。カリフォルニア州パソロブレス出身。

## フィルモグラフィー

### 映画
- デッドライン（1997年）
- サバイバル・リミット（1998年）

### テレビ
- L.A.ロー 七人の弁護士（1990年 - 1994年）
- ER緊急救命室（1994年 - 1995年）
- NYPDブルー（1994年 - 1996年）
- NIP/TUCK マイアミ整形外科医（2003年 - 2010年）
- クローザー（2005年 - 2009年）
- Dr.HOUSE（2007年）
- 女捜査官グレイス 〜 天使の保護観察中（2009年）
- glee/グリー（2009年 - 2014年）
- プリティ・リトル・ライアーズ（2010年 - 2012年）
- ブラックリスト リデンプション (2017年)
- 96時間 ザ・シリーズ (2017年)
- SCORPION/スコーピオン (2017年)